# Gjenganger

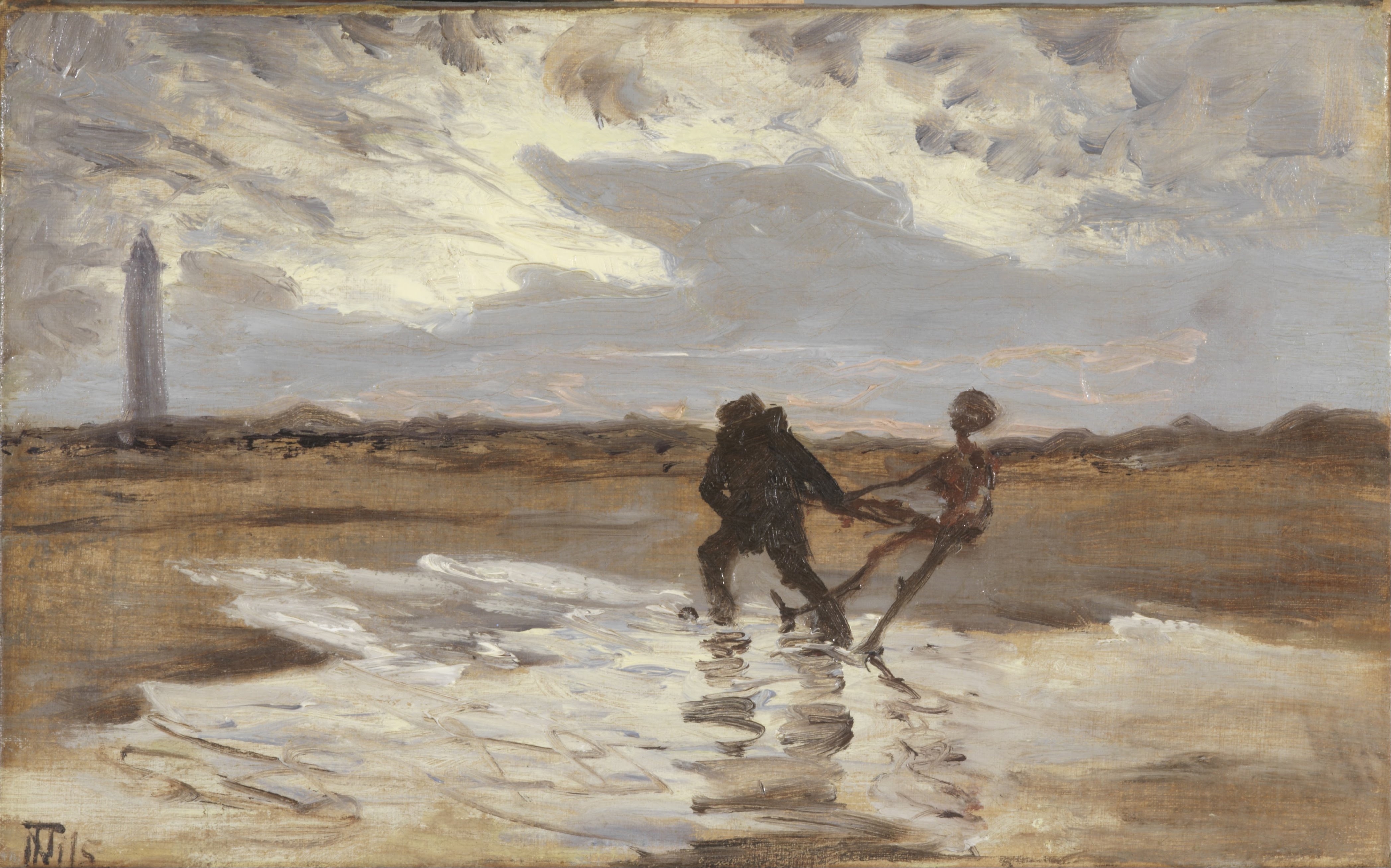
Un Gjenganger morto in mare cerca di trascinare con sé un uomo, opera di Thorvald Niss

Un Gjenganger (in Norvegese: Gjenganger, Attergangar o Gjenferd; in lingua danese: Genganger o Genfærd; in svedese: Gengångare) è un revenant del folclore scandinavo, un fantasma tornato dalla tomba.

## Etimologia
Il termine Gjenganger è divisibile in due parti: il previsso gjen è legato al termine tedesco gegen (avanti o ancora), mentre ganger sta a significare "camminare". Gjenganger significa così letteralmente "colui che cammina ancora", "ancora" inteso probabilmente dopo la morte.

## Caratteristiche
Gli gjenganger possono avere diverse ragioni per tornare in vita: essere stati assassinati, essere suicidi o aver lasciato una faccenda in sospeso. Spesso un vivente dovrà aiutare lo spirito a risolvere la questione perché esso torni a riposare in pace.
Nella tradizione scandinava si presentano con caratteristiche puramente fisiche, senza qualità incorporee. Nei racconti più antichi, gli gjenganger erano crudeli, violenti e soliti a tormentare i loro cari in vita, che si premuravano di seppellire definitivamente il defunto.
La tradizione del gjenganger malevolo risale all'Epoca vichinga, in diverse saghe islandesi come la saga di Grettir, alla saga di Eyrbyggja e alla Saga di Erik il Rosso. Secondo le storie, è possibile uccidere il revenant, come nello scontro con Grettir. In questo periodo non sono distinguibili dai Draugr, altri non-morti della zona.

## Prevenzione
Si consideravano parecchi modi per scacciare un gjenganger o impedire che qualcuno ne diventi uno in primo luogo:
- Esporre crocifissi
- Disegnare immagini sacre, specialmente croci
- Fare il giro della chiesa tre volte prima di seppellire la bara

Si crede inoltre che quando un viandante supera una pila di sassi commemorativi, debba aggiungere un sasso al mucchio per scongiurare la cattiva sorte e l'ira del morto.

## Età moderna
Il gjenganger rimane una creatura malevola anche in tempi più moderni, sebbene sia responsabile di malattie improvvise più che di morti in duello.
Il folclore svedese lo distingue dai gast, fantasmi incorporei, e lo ritiene inoffensivo.